# Империале, Джованни Джакомо
Джованни Джакомо Тартаро Империале (итал. Giovanni Giacomo Imperiale Tartaro; Генуя, 1554 — Генуя, 1622) — дож Генуэзской республики.

## Биография
Выходец из Генуи, родился около 1554 года. Его семья, Тартаро, происходила с Востока и только в 1528 году была приписана к генуэзскому дворянству под именем Империале.
В 1577 году он был избран одним из четырех представителей Большого совета Республики Генуя и в 1582 году назначен капитаном. С ростом политического авторитета он был назначен послом республики при дворе Козимо II Медичи в Великом княжестве Тоскана. Впоследствии, в течение около сорока лет, он избирался сенатором.
В строительной и архитектурной области Империале был пропагандистом строительства новых зданий в центре Генуи, расширения улицы Скуррерия (ранее Виа Империале, недалеко от площади Пьяцца-дель-Кампетто) и строительства дворца Сампьердарена Империале.
25 апреля 1617 года Империале был избран дожем Генуи, 92-м в республиканской истории. Во время пребывания в должности он добился смягчения отношений Сената Генуи с архиепископом Генуи, предложил идею строительства новых оборонительных сооружений. По истечении срока полномочий 29 апреля 1619 года Империале вернулся в свое имение Кампетто, где в 1622 году он умер. Имериале был похоронен в церкви Сан-Сиро.
У него был единственный сын, Джованни Винченцо Империале, известный поэт и литератор.